# 婚禮調
婚禮調（西班牙語：alboreá 或 albolá），是一種佛朗明哥曲式，只有在吉普賽人的婚禮被歌唱。很多吉普賽人拒絕在婚禮以外的場合唱、或是在非吉普賽人的面前唱。它跟吉普賽故事詩（Romance）有關，從裡面繼承了很多歌詞。
婚禮調的節奏與吉他伴奏都跟孤調一樣，歌詞通常是四個六音節的句子，歌詞的意涵通常跟新娘的貞潔有關。

## 範例歌詞
西班牙文：
En un verde prado 

tendí mi pañuelo   

salieron tres rosas  

como tres luceros  

翻譯： 

在綠色草原上 

拿出我的手帕 

上面有三朵玫瑰 

像是三顆星星 